# Vickers Medium Mark III
Vickers Medium Mark III (другие обозначения — Medium Tank Mark III, Medium III, также известен, как «Виккерс 16-тонный») — британский средний многобашенный танк межвоенного периода, разработанный компанией Vickers-Armstrongs в 1926-1931 годах.

## История создания
В 1926 году Военным министерством Великобритании было выдвинуто требование о замене танков Medium Mark I и Medium Mark II, имевшие массу недостатков. В июле того же года Royal Tank Regiment (рус. — Королевский Танковый Полк) выдвинуло требования к новому среднему танку. Главным требованием было ограничение по весу в 15,7 тонн (стандартный армейский понтонный мост имел грузоподъемность 16 тонн). Из-за этого танк и получил прозвище «Sixteen tonners» (рус. — «16-тонный»). Танк должен транспортироваться по железной дороге. Он должен иметь радиостанцию, пушку, способную поражать броню противника на расстоянии не менее 910 м., внешние топливные баки и противопульную броню. Кроме того, двигатель машины должен быть достаточно бесшумным. Именно проблема шумной силовой установки, мешавшая коммуникации экипажа, и послужила поводом для замены Medium I и Medium II. Также, были выдвинуты дополнительные требования. В их число входили: моторный отсек, огороженный от основного отделения перегородкой, хорошая управляемость. Бронирование должно было составлять во лбу 13 мм., в остальных проекциях — 9 мм.

## Конструирование и проектирование
В сентябре 1926 года британская фирма Vickers Limited начала разработку нового танка, основанный на конструкции Vickers A1E1 Independent. При конструировании фирме предоставлялась большая свобода. Поэтому изначально было принято решение создать четырёхбашенный танк. Две пулемётные башни спереди, одна основная башня с пушкой и одна зенитная башня в кормовой части корпуса, но зенитную башню было решено убрать на стадии деревянного макета. Танк, получивший наименование «A6» соответствовал требованиям. в 1927 году были изготовлены два прототипа, именовавшиеся как А6Е1 и А6Е2. Первый прототип не имел вооружения и предназначался исключительно для ходовых испытаний, в результате которых было принято решение сменить исходную трансмиссию Armstrong-Siddley на КПП Winterthur/SLM, установленную на второй прототип. Также, на второй прототип было установлено вооружение, состоящее из 3-фунтовой пушки и спаренного с ней 7,71-мм пулемёта в главной башне и спарок двух 7,71-мм пулемётов в двух малых башнях. Главная башня получила две командирские башенки для командира и наблюдателя, а борта корпуса обзавелись экранами. В качестве силовой установки на обоих танках использовался 180-сильный карбюраторный двигатель Armstrong-Siddley V8 с воздушным охлаждением. Испытания, проведенные в конце 1927 года на полигоне в Фарнборо, показали, что машины развивают максимальную скорость до 42 км/ч, однако подвеска, позаимствованная у танков Medium I и Medium II, оказалась неудачной. Кроме того, отмечалось, что пулемётные башни были не комфортными для стрелков. В 1928 году был изготовлен третий экземпляр танка — А6ЕЗ, а в 1929 — его испытания. На нем учли недостатки предыдущих прототипов. На нем были установлены новые пулемётные башни, вооруженные одним пулемётом. Подвеску решили заменить на схожую с танком Т-26. Также, танк оснастили новым двигателем Thornycroft V6 мощностью 500 л. с. и новой 6-скоростной планетарной КПП конструкции Вильсона. К сожалению, в ходе испытаний было заключено, что проблема подвески не решена. Кроме того, ни один из прототипов не обладал радиостанцией.
В том же 1930 году на основе А6ЕЗ началось серийное производство Vickers Medium Mark III. Он был немного доработан. В кормовой части башни была установлена специальная ниша для радиостанции. Крыша башни лишилась командирских башенок. Пулемётные башенки были сдвинуты немного вперёд для улучшения устойчивости танка при движении и торможении. Также было немного улучшено бронирование. Оставалась единственная нерешённая проблема подвески. Несмотря на это, три выпущенных прототипа, получившие наименование E1, E2 и E3, успешно прошли испытания, проведённые в 1933 году. Танки были построены на заводе Vickers Limited и на Арсенале в Вулвиче. После испытаний отмечалось, что танки обладают хорошей надёжностью, хорошим вооружением и обладают неплохой подвижностью, но плохая конструкция подвески осталась. Кроме того, танки оказались достаточно дорогими. Из-за этого было решено отказаться от последующего серийного производства.

## Эксплуатация
В 1934 году произведенные машины были приняты на вооружение штабом танковой бригады, они использовались до 1938 года. Medium III E2 был потерян в результате пожара. Другой Mark III был переоборудован в командирский танк. На нем установили дополнительную радиоантенну вокруг башни на подобии Т-26. В 1934 году он использовался на учениях в Солсбери. Им командовал бригадный генерал Перси Хобарт. Участь последнего неизвестна. В военных конфликтах не участвовали. Танк послужил прообразом для советского среднего танка Т-28.

## Описание конструкции

### Корпус и бронирование

#### Корпус
Vickers Medium Mark III по конструкции корпуса чем-то схож на Vickers A1E1 Independent. Компоновка классическая —моторно-трансмиссионное отделение в кормовой части, боевое в средней части и отделение управления — в лобовой части танка. Бронелисты имели небольшие рациональные углы. Они крепились ко внутреннему каркасу заклепками. Изначальное бронирование танка составляло 13 мм. Изготовленный третий образец А6ЕЗ имел усиленное бронирование — лобовое составляло 25 мм., бортовое бронирование — 12 мм. Также борта имели экраны, закрывающие подвеску танка.

#### Башня
Башенки также были клепанные. На прототипах главная башня обладала командирскими башенками. На первом и втором прототипе пулемётные башенки конструировались для установки двух пулемётов в каждой. на третьем прототипе они были перестроены для установки одного пулемёта. На серийных танках основная башня обладала нишей для радиостанции. На командирскую версию танка была установлена дополнительная антенна вокруг башни.

### Вооружение
Танк обладал многобашенной компоновкой. Пулемётные башни находились в передней части танка. Основная башня находилась также в передней части. Вооружение состояло из спарки 3-фунтовой пушки с 7,71-мм пулемётом в главной башни и двух 7,71-мм пулемётов в пулемётных башенках (по одному на каждую).

### Экипаж
Экипаж танка состоял из семи человек. В экипаж входили: механик-водитель, двух стрелков в башенках, командира, наводчика, заряжающего и наблюдателя. Место механика-водителя располагалось в передней части танка. В его роль входило управление танком. Механик-водитель не обладал прибором наблюдения. Стрелки сидели в пулемётных башенках и стреляли из установленных в них пулемётов. Остальные члены экипажа располагались в башне. У командира танка была командирская башенка и радиостанция. Наблюдатель дублировал роли командира. Он также обладал своей командирской башенкой. В серийных образцах командирские башенки были убраны. Места заряжающего и наводчика находятся у пушки. Они выполняли исключительно свои роли.

### Двигатель
Моторно-трансмиссионное отделение находилось в кормовой части На первые два прототипа был установлен карбюраторный 8-цилиндровый двигатель Armstrong-Siddley мощностью 180 л. с. На третий прототип был установлен корабельный дизельный 6-цилиндровый двигатель Thornycroft мощностью 500 л.с. Была предложена идея установить спарку из двух автомобильных двигателей Rolls-Royce Phantom I, но она была отвергнута в виду дороговизны данного предложения.

### Подвеска
На первых двух образцах подвеска была сблокированная попарно, на вертикальных пружинах. Ведущее колесо находилось в задней части корпуса, а ленивец — в передней части. Опорных катков было 10 штук. Поддерживающих катков было шесть. На третьем прототипе и серийных образцах танк обладал подвеской на подобии советского танка Т-26. Количество опорных катков увеличилось до 11 штук. 10 катков установлены попарно в каретках, а последнее отдельно и было чуть большего диаметра.

## Оценка машины
В ходе испытаний были выявлены как преимущества, так и недостатки. Танк обладал хорошей скоростью (первые два образца имели скорость 42 км/ч, а серийные образцы — 48 км/ч) и хорошим вооружением. Также он был достаточно надежным. Из недостатков было выявлено дороговизна и неудачная для данной конструкции и компоновки подвеска. В ходе проектирования данная проблема так и не была решена. Это и стало причиной закрытия проектных работ и производства.